# PhotoLine

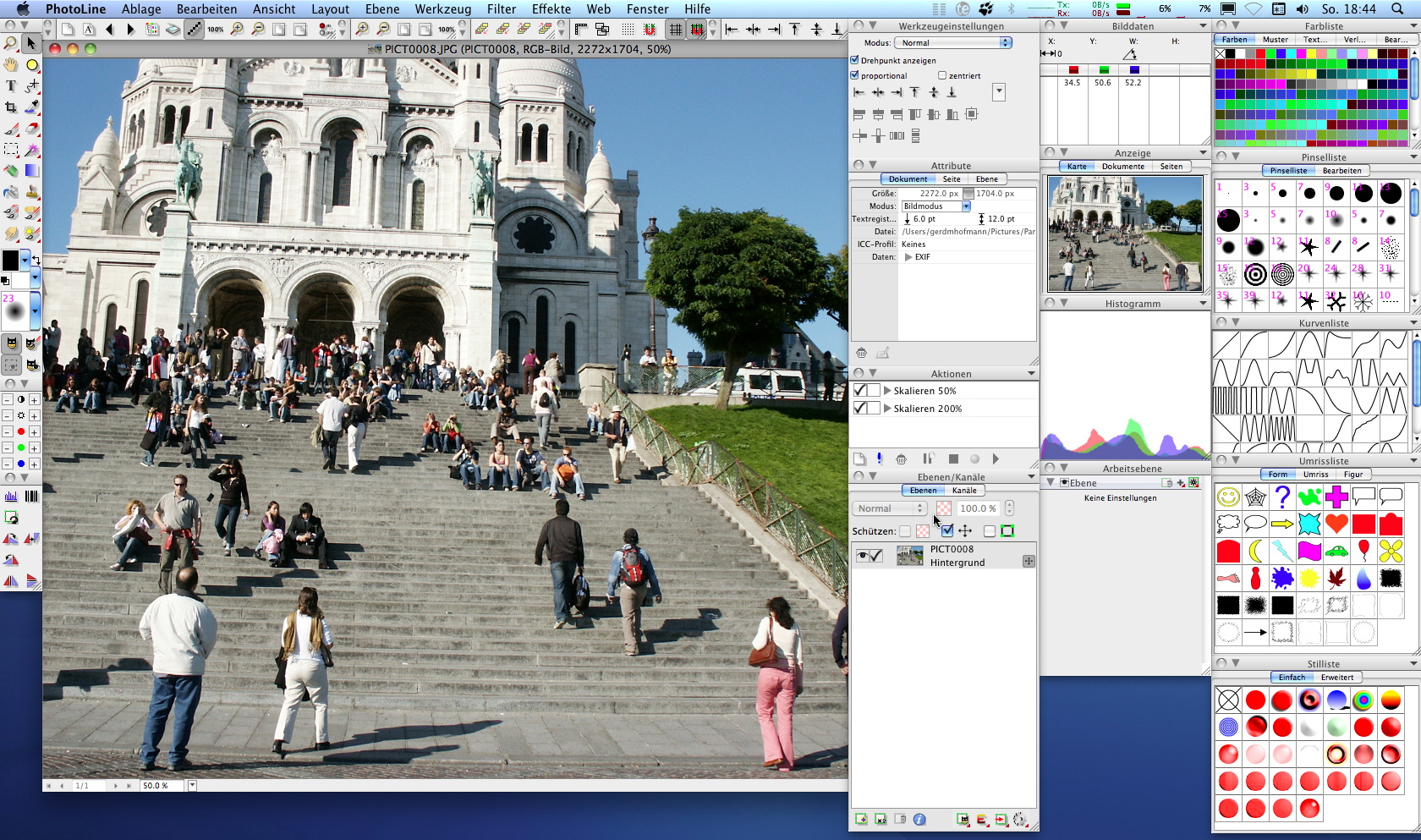
PhotoLine unter OS X

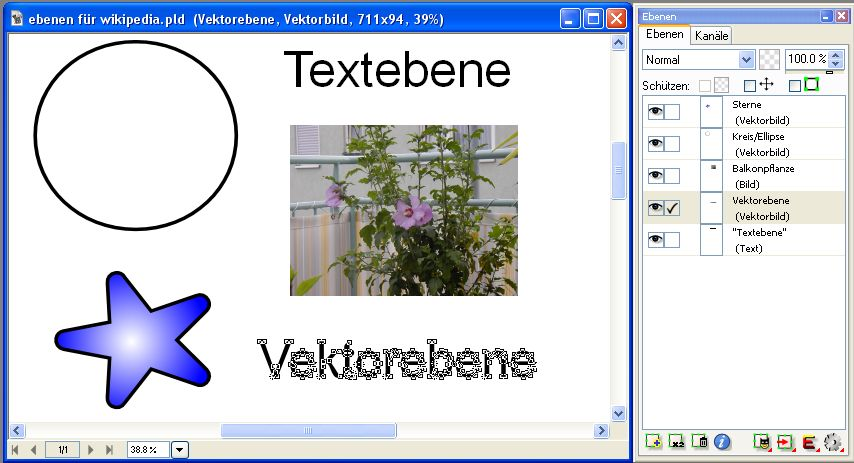
Verschiedene Ebenen in PhotoLine (Windows), nicht überlappend. Rechts daneben der Dialog zur Verwaltung der Ebenen

PhotoLine (bis Version 13 noch PhotoLine 32 oder PL32) ist ein Bildbearbeitungsprogramm der im bayerischen Bad Gögging ansässigen Firma Computerinsel. Es wird als Shareware vertrieben und wurde ursprünglich für den Atari Falcon 030 entwickelt.

## Details
Die aktuelle Version des Programms läuft unter verschiedenen Versionen von Windows (ab XP), Mac OS X (ab 10.13) und unter Linux/WINE. Eine Besonderheit ist die Bearbeitung und auch Kombination von Raster- und Vektorgrafiken. Außerdem besitzt es Funktionen wie Bildübersicht, Poster- und Etikettendruck, Erzeugen von Strichcodes, Erstellen von Diagrammen und bietet grundlegende Layoutfähigkeiten (im Dokumentmodus können z. B. mehrseitige, druckfertige Dokumente erstellt und als PDF-Dateien exportiert werden). Via Aspell kann unter Windows auch eine Rechtschreibprüfung eingebunden werden, unter Mac OS X wird die systemeigene Prüfung verwendet. PhotoLine bringt bereits eine große Auswahl an Filtern und Effekten mit, kann aber auch durch Photoshop-Plugins erweitert werden; darüber hinaus können PSP tubes importiert werden.
PhotoLine arbeitet mit Ebenentechnik, Arbeitsebenen (Einstellungsebenen) und Ebenenstilen (Ebeneneffekten). Es wird durchgehend die Bearbeitung in 16 Bit Farbtiefe pro Kanal unterstützt. Rasterbilder können in Vektorgrafiken umgewandelt werden. Immer wiederkehrende Tätigkeiten lassen sich automatisieren, die Funktion Web-Export erleichtert die Wahl des Bildformates, erstellt GIF-Animationen oder generiert Buttons für Webseiten nebst HTML-Code. Das Lesen, Bearbeiten und Speichern von PDF-Dateien ist ebenfalls möglich, Unicode wird unterstützt. In den meisten Filterdialogen können die einzelnen (Farb-)Kanäle direkt getrennt gewählt werden: Neben CMYK, RGB und Graustufen werden auch HIS und Lab unterstützt. Eine rudimentäre Importfunktion für Kamera-Rohdatenformate ist vorhanden.
PhotoLine unterstützt nahezu vollständiges Farbmanagement gemäß ICC-Standards; dazu gehören die freie Wahl des Arbeitsfarbraums, die Konvertierung und Zuweisung von Farbräumen, ein eigenes Druckerfarbmanagement sowie Softproof (Drucksimulation).
Das Programm wird in engem Kontakt mit den Anwendern weiterentwickelt und kann zu Testzwecken kostenlos von der Herstellerseite heruntergeladen werden. Die komplette Installation benötigt ca. 20 MB auf einem PC, 30 MB auf einem Mac (wegen Universal Binary) und gilt als äußerst stabil.
Stand Mai 2015 war PhotoLine in folgenden Sprachen erhältlich: Deutsch, Englisch, Französisch, Italienisch und Chinesisch. Die Software kann als Installationspaket oder ZIP-Datei ohne Installer heruntergeladen werden, jeweils als 32- und 64-Bit-Variante. Auch Handbücher in verschiedenen Sprachen und Formaten sind erhältlich.

## Linux-Unterstützung
PhotoLine läuft nativ unter Windows und MacOS. Eine native Linux-Version von PhotoLine ist nicht verfügbar, die Ausführung von PhotoLine unter WINE wird jedoch von den Entwicklern aktiv unterstützt und gepflegt. Die Ausführung von PhotoLine unter Linux/WINE ermöglicht es dem Benutzer, die vollständige Unterstützung des Farbmanagements Little CMS unter Linux anstelle des nativen Betriebssystems zu verwenden.

## Rezeption
- Heico Neumeyer schrieb im Juli 2001 in der Computerzeitschrift Chip, dass sich die Software „für die Bearbeitung grafischer Bildelemente auf Vektorbasis“ eigne und „die Voreinstellungen für komplexe Effektfilter wie Oberflächenstrukturen gut gelungen“ seien.[6]
- Im c’t Sonderheft Digitale Fotografie wurde Photoline 14.5 im Februar 2009 im Vergleich mit anderen Bildbearbeitungsprogrammen getestet. Fazit war: „Paint Shop Pro und PhotoLine schränken dabei den Funktionsumfang weitaus weniger ein als Photoshop Elements, bieten allerdings keine Bildverwaltung und keine Ausgabe für Web und Video.“[7]
- Die Software PhotoLine wurde von der Zeitschrift test Ausgabe 2/2011 der Stiftung Warentest mit der Note 2,4 beurteilt: „Schnell und ressourcensparend, aber mit Lücken, besonders bei der Präsentation: Keine vertonten Diaschauen, kein Export als Mail-Anhang. Keine Suche nach Personen, Gesichtern, Orten; kein Werkzeug zum Horizontieren. Automatische Tonwertkorrektur sehr gut, aber vollautomatische Optimierung schwach. Manuelle Bearbeitung, digitale Anleitung und Hilfe gut. Auch für Mac OS X.“[8]
- Auch in einem Vergleichstest der Computerzeitschrift c’t 3/2011 und in deren niederländischen Ausgabe 3/2011 wurde Photoline 32 berücksichtigt.[9][10]
- Die Zeitschrift MacWelt benotete sie in ihrer Ausgabe 09/2010 mit 1,8 und meinte: sie käme „nicht so aufgeräumt daher wie mancher Mitbewerber“,  biete „gegenüber Photoshop Elements 8 nicht so viele Assistenten und Hilfen“. Positiv hervorgehoben wurden die „vielen Profi-Funktionen zu einem niedrigen Preis“. Bemängelt wurde, dass die  „Einarbeitung in das Programm … aufwendiger als in Photoshop Elements 8“ sei.[8]
- Mac Life vergab 4 von 6 Punkten und bewertete sowohl den Funktionsumfang Fotobücher als auch die Bedienung mit „befriedigend“.[8]
- Chip Online stufte PhotoLine im Juni 2019 als „Geheimtipp für Bildbearbeiter - reich an Funktionen und mit einer guten Bedienung ausgestattet“ ein.[11]